# Oceanospirillaceae
Famille
Les Oceanospirillaceae sont une des familles de bactéries de l'ordre Oceanospirillales. Ce sont des bactéries marines à Gram négatif de la classe des Gammaproteobacteria.

## Historique
C'est dans le Bergey's Manual of Systematic Bacteriology que Garrity propose en 2005 le nom de Oceanospirillaceae pour représenter cette nouvelle famille bactérienne. Le nom est validé par l'ICSP et publié en novembre 2005 dans une publication de l'IJSEM.

## Taxonomie
Le nom correct complet (avec auteur) de ce taxon est Oceanospirillaceae Garrity et al. 2005.
Le genre type est Oceanospirillum Hylemon et al. 1973.

### Étymologie
L'étymologie de la famille Oceanospirillaceae est la suivante : N.L. neut. dim. n. Oceanospirillum, genre type de la famille; L. fem. pl. n. suff. -aceae, suffixe utilisé pour définir une famille; N.L. fem. pl. n. Oceanospirillaceae, la famille des Oceanospirillum,.

### Synonymes
Oceanospirillaceae a pour synonymes :
- Litoribrevibacteraceae Flores-Felix et al. 2025
- Marinomonadaceae Chuvochina et al. 2024
- Nitrincolaceae Flores-Felix et al. 2025
- Oceanobacteraceae Flores-Felix et al. 2025

## Liste des genres
Selon LPSN (9 juin 2025), la famille des Oceanospirillaceae comprend 24 genres publiés de manière valide et 4 genres publiés de manière non valide :
- Aliamphritea Yamano et al. 2023
- Allopseudospirillum Molinari Novoa & Oren 2023
- Amphritea Gärtner et al. 2008
- Bacterioplanes Wang et al. 2016
- Bacterioplanoides Wang et al. 2016
- Bermanella Pinhassi et al. 2009
- Corallomonas Chen et al. 2013
- Litoribacillus Zhao et al. 2014
- Litoribrevibacter Li et al. 2015
- Maribrevibacterium Mo et al. 2021
- Marinomonas van Landschoot et De Ley 1984
- Marinospirillum Satomi et al. 1998
- Motiliproteus Wang et al. 2015
- Neptuniibacter Arahal et al. 2007
- Neptunomonas Hedlund et al. 1999
- Nitrincola Dimitriu et al. 2005
- Oceaniserpentilla Schlösser et al. 2008
- Oceanobacter Satomi et al. 2002
- Oceanospirillum Hylemon et al. 1973 (Approved Lists 1980) qui est le genre type de la classe
- Oleibacter Teramoto et al. 2011
- Oleispira Yakimov et al. 2003
- Pontibacterium Hyeon et al. 2017
- Thalassolituus Yakimov et al. 2004
- Venatoribacter corrig. Saeedi et al. 2023

### Genres publiés de manière non valide
- Pelagitalea Lee et al. 2015
- Profundimonas Cao et al. 2014